# Taviano (Sambuca Pistoiese)
Taviano è una frazione del comune italiano di Sambuca Pistoiese, di cui costituisce il capoluogo, nella provincia di Pistoia, in Toscana.
Il nome potrebbe derivare dalla radice latina tabulanus, riferito al significato di "tavolato" per la natura piana dei siti dove sorgono i fabbricati del paese. Altrimenti è pensabile che la medesima radice si riferisca alla presenza di un'antica cava, volta alla produzione probabile di tavole in pietra.

## Geografia fisica
Situata nella Valle del Limentra occidentale, l'abitato sorge nel tratto compreso fra le foci degli affluenti del corso d'acqua principale, quali il torrente La Forra e il fosso della Tose. La frazione consiste in un corpo maggiore costituito da più nuclei edilizi posti nelle anse piane create dallo scorrere del fiume, mentre sui fianchi del versante vallivo orientale troviamo nuclei abitati dipendenti dal paese di Taviano.
È attraversato dalla strada statale 64 Porrettana che la collega alla città di Pistoia, e dalla strada provinciale interregionale "Taviano-Badi".

## Storia
Nel 1085 veniva citato nei documenti amministrativi il Molino Miracula (detto "del Vaticano"), dotato anche di una gualchiera per la lavorazione della Lana. Nel XVI secolo venne edificato l'albergo come luogo di sosta per mercanti e viandanti, visto il crescere del traffico umano sul territorio, divenendo un centro economico emergente nel territorio della Sambuca. Essendo inoltre prossimo al confine emiliano dello Stato della Chiesa, vi era la presenza di una dogana granducale di secondo livello sottoposta a quella di Pavana.
La posizione geografica di Taviano ha favorito il consolidarsi del suo ruolo quale centro amministrativo, dopo l'abbandono del Castello di Sambuca da parte delle sedi comunitarie, avvenuto negli ultimi decenni del XIX secolo, a discapito del centro pavanese il quale fu capoluogo comunale finché non venne costruito il nuovo municipio. Assieme al palazzo civico situato sulla sponda sinistra del Limentra venne realizzato un ponte ad arco in pietra per collegare le due rive, che nel 1937 subirono forti danni a causa di una piena del torrente comportando la distruzione della passerella, degli orti fra Taviano Vecchio-La Dogana e danneggiamento della strada statale.
Durante gli anni del secondo conflitto mondiale venne occupata dalle forze dell'Asse, assumendo la funzione di punto di controllo militare fino al ritiro dei tedeschi, i quali nel 1944 fecero saltare in aria ponti, tratti di strada ed alcune case per rallentare l'avanzata di truppe anglo-americane.

## Monumenti e luoghi d'interesse
- Chiesa di Sant'Antonio: edificio di culto privato ma concesso al servizio della comunità e della Diocesi di Pistoia
- Palazzo Civico o del Comune: edificio in stile razionalista, inaugurato il 4 novembre 1934, è sede del municipio comunale e dell'ufficio postale. Il centro civico ha ospitato nel corso degli anni la scuola elementare, la caserma dei carabinieri, ambulatori medici, la banca e dei piccoli alloggi destinati agli insegnanti e al segretario comunale.
- Villa Barbi: posta in località Taviano Vecchia, diede i natali al filologo e commentatore dantesco Michele Barbi
- Albergo detto "Palazzo Roosevelt": costruito nel XVI secolo con funzione di posta e ristoro per i viandanti, dà il nome al nucleo paesano che gli gravita attorno